# سیندرلا (دیزنی)
سیندرلا (به انگلیسی: Cinderella) یک شخصیت تخیلی از سیندرلا (۱۹۵۰) دوازدهمین فیلم انیمیشن سینمایی والت دیزنی است. ایلین وودز خواننده و بازیگر آمریکایی صداپیشگی سیندرلا را در فیلم اصلی بر عهده دارد. وودز در دنباله‌ها و حضورهای بعدی فیلم و تلویزیون، با بازیگران زن آمریکایی جنیفر هیل و تامی تاپان جایگزین شد که صداهای صحبت کردن و آواز خواندن سیندرلا را فراهم می‌کنند.
سیندرلا در پی مرگ نابهنگام پدرش تحت مراقبت نامادری ظالم و خواهران ناتنی حسودش قرار می‌گیرد که مدام با او بدرفتاری کرده و او را مجبور می‌کنند که به عنوان خدمتکار در خانه خودش کار کند. وقتی شاهزاده چارمینگ یک مهمانی برپا می‌کند، نامادری شرور به او اجازه رفتن نمی‌دهد. سیندرلا، با کمک مادرخوانده پری مهربانش و مجهز به یک لباس مجلسی نقره‌ای زیبا و یک جفت کفش شیشه‌ای منحصر به فرد، در مهمانی حضور پیدا می‌کند، اما نیمه شب وقتی طلسم مادرخوانده‌اش شکسته می‌شود، آنجا را ترک می‌کند.
استقبال از شخصیت سیندرلا متفاوت بوده‌است؛ برخی از منتقدان فیلم این شخصیت را منفعل، تک بعدی و کمتر جذاب از شخصیت‌های فرعی فیلم توصیف می‌کنند. منتقدان دیگر او را دوست‌داشتنی، جذاب و بی‌زمان می‌دانستند. اجرای آوازی وودز نیز مورد ستایش قرار گرفته‌است.
سیندرلا دومین پرنسس دیزنی است و به یکی از مشهورترین و شناخته شده‌ترین پرنسس‌های دیزنی در تاریخ سینما تبدیل شده و مورد تحسین منتقدان قرار گرفته‌است. این شخصیت با کفش‌های شیشه‌ای نمادین، لباس مجلسی نقره‌ای، مدل مو و دگرگونی خود، یکی از اولین تغییرات روی صفحه نمایش در نوع خود، به عنوان نمادی از مد شناخته شده‌است و توسط اینستایل، انترتینمنت ویکلی، گلامور و اوپرا تمجید و شناسایی شده‌است. کریستین لوبوتین طراح کفش و نماد مد، در سال ۲۰۱۲ کفشی را بر اساس کفش‌های شیشه ای سیندرلا طراحی و منتشر کرد. لیلی جیمز نسخهٔ لایو اکشن این شخصیت را در اقتباس لایو اکشن سال ۲۰۱۵ از فیلم اصلی سال ۱۹۵۰ بازی کرد.

## توسعه
نسخهٔ دیزنی سیندرلا بر اساس نسخهٔ فرانسوی داستان سنتریلون توسط چارلز پررو از سال ۱۶۹۷ پایه‌گذاری شده‌است.

### شخصیت
فیلمنامه فیلم اصلی توسط نویسندگان مختلف مورد بازبینی قرار گرفت و گاهی اوقات با تفسیرهای متفاوت از شخصیت روبرو شد. موریس راپف سعی کرد از او شخصیتی کمتر منفعل نسبت به سفیدبرفی بسازد و او را نسبت به خانواده ناتنی‌اش سرکش‌تر کند. راپ توضیح داد: «فکر من این بود که نمی‌توان شخصی را داشت که بیاید و همه چیز را تغییر دهد. چنین چیزی را نمی‌توان مجانی تحویل گرفت بلکه باید آن را به دست آورد؛ بنابراین در نسخهٔ من، مادرخوانده پری گفت: «تا نیمه شب اشکالی ندارد، اما بعد از آن به خودت بستگی دارد.» من او را وادار کردم که آن را به دست آورد و کاری که او برای رسیدن به آن باید انجام می‌داد این بود که علیه نامادری و خواهران ناتنی‌اش شورش کرده و دیگر برده در خانه خودش نباشد؛ بنابراین من صحنه‌ای داشتم که در آن به او دستوری داده می‌شود و او وسایل را به سوی آنها پرتاب می‌کند. او شورش می‌کند، از اینرو او را در اتاق زیر شیروانی حبس می‌کنند. فکر نمی‌کنم کسی (ایده من) را خیلی جدی گرفته باشد.»